# Dix-neuf Poèmes élastiques (Cendrars)

Dix-neuf Poèmes élastiques est une œuvre poétique écrite par Blaise Cendrars, poète aux antipodes de la convention littéraire. Rédigé en majeure partie de 1912 à 1914, ce recueil s'inscrit dans un climat d'avant-guerre. À cette époque les arts se mêlent, son écriture est alors intimement liée avec la peinture (Cendrars rend notamment hommage à Chagall dans  « Portrait » et à Léger dans  « Construction »). Le poète y peint littéralement un monde moderne dans lequel l'imaginaire et le réel dialoguent. Le bouleversement des arts et notamment de la poésie accompagne celui de la société française, Cendrars définit d’ailleurs sa poésie dans  « Contrastes » comme significative de son époque. L’usage figuré du titre désigne aussi bien le caractère extensible du vers que la multiplicité d'interprétations des poèmes allant du sens au non-sens.

## Genèse du texte
La correspondance de Blaise Cendrars à Robert et Sonia Delaunay, conservée à la Bibliothèque Nationale, permet de savoir que dès juin 1914 Cendrars qualifie les poèmes isolés qu’il écrit - parce que relativement courts, après les œuvres de longue haleine -  d’"élastiques". Dans une lettre il écrit : « Robert, et mes poèmes élastiques | Pourquoi pas de nouvelles ? » et dans une autre, du 15/06/14 :  « je voudrais beaucoup éditer ces poèmes bien élastiques mais qui n’osent pas trop tirer en longueur ». Le volume annoncé pour 1917 sous le titre de Dix-sept poèmes élastiques, ne paraît qu’en 1919, regroupant alors dix-neuf pièces. Le recueil des Dix-neuf Poèmes élastiques annoncé par le no 7 de Littérature pour septembre 1919 puis pour le 15 octobre par L’Intransigeant du 8 octobre 1919 paraît pour la première fois Au Sans Pareil, avec un portrait de l'auteur par Modigliani.

## LesDix-neuf Poèmes élastiqueset la poétique de Cendrars

### Cendrars et la modernité
Lors d’une conférence à São Paulo, le 12 février 1924, Cendrars déclare :  « Nous ne faisons plus de la littérature ». Et il conclut :  « jusqu’à présent, la poésie moderne est la meilleure illustration de cette science nouvelle (la linguistique moderne) appelée à bouleverser toutes les vieilles habitudes de l’histoire de la critique littéraire.» Les peintres et poètes cherchent à mettre en lumière la modernité, dont le développement des villes est l’emblème. Désormais « grand’ouvertes sur / les Boulevards », les « fenêtres de [la] poésie » ouvrent sur des thèmes représentatifs du moderne qui traduisent ce souci de moderniser le genre poétique.   
Le titre du recueil, Dix-neuf Poèmes élastiques, est en effet un signe de rupture avec tout ce qui, pendant des siècles, a enfermé le poème dans une forme, en affirmant au contraire un choix d’« élasticité » de la versification et du cadre. Il s’agit, à travers cette forme expérimentale, comme à travers celle des « poèmes conversation » d’Apollinaire, d’une volonté de renouveler le lyrisme par l’expression d’une nouvelle conscience d’être au monde . Cendrars cherche à rendre compte des modifications - notamment causées pas les progrès technologiques - du rapport à l’espace (réduction des distance par le développement des moyens de transport : train, voiture, avion…) et au temps (accélération du temps par la naissance des télécommunications, TSF, téléphone, télégraphe, radio, poste…), par la technique du collage et l'emprunt aux conversations ambiantes (brouhaha des brasseries) comme aux discours de masse (développement des affiches publicitaires et autres enseignes), au quotidien, aux faits divers.   

### Sur le genre desDix-neuf Poèmes élastiques
Le titre des Dix-neuf Poèmes élastiques pose le problème de la légitimité du recueil dans un corpus reconnu comme  « poésie ». Jacques Boulenger écrit notamment à propos du poème au style prosaïque  « Dernière heure » : « Ah ! que j'ai de peine, malgré l'absence de toute ponctuation (...) à imaginer que c'est un poème ! ».  Pourtant, dans une « Notule d’histoire littéraire (1912-1914) » qui accompagne la publication de son recueil, Cendrars précise en quelques mots le « genre » de ces textes  « nés à l’occasion d’une rencontre, d’une amitié, d’un tableau, d’une polémique ou d’une lecture, les quelques poèmes qui précèdent appartiennent au genre si décrié des poèmes de circonstances.» Il s’agit bien d’une poésie mais une poésie de circonstance qui heurte les codes poétiques  « ressortie au domaine privé » : la poésie élastique engage avant tout la subjectivité de son auteur dans la tradition du texte expressif, c'est-à-dire un texte qui exprime des sentiments, des émotions.

### Une poésie «élastique»
« Poèmes élastiques », d’abord parce que Cendrars est l'un des premiers poètes à avoir voulu libérer la poésie de sa forme et de sa versification traditionnelles au profit d'un vers en adéquation avec la crise artistique de son époque. « Il a intitulé un de ses recueils Dix-sept poèmes élastiques et ce nom est fort bon. En effet, tantôt ses vers y sont étirés à l’extrême, tantôt ils sont recroquevillés, au contraire, comme des bouts de caoutchouc. » Les poèmes sont en forme de  « vide-poche »  « où l’auteur jette pêle-mêle des lignes de journal, des enseignes de bistro, des vers d’almanach, de vieux feuillets de son calepin et les mégots de sa conversation ». « La sincérité sans restriction, le laisser-aller absolu, tout est là; il nous le fait bien sentir. (…) L’écrivain pense à un vague sujet, il rêve sur ce thème vague et tout son effort il le porte, si l’on peut dire, à s’abandonner à son rêve, à songer tout éveillé, à faire silence en lui, à paralyser toute faculté de réflexion, à se laisser aller; il emmagasine, comme on fait en songe, des images mal liées, sans grande suite, des impressions vagues, incohérentes ».Transgression des procédés, collage, incohérence :  « le poème élastique figure alors dans l’œuvre de Cendrars le bord contre lequel viennent se briser l’écriture du poète et notre lecture ». 
C’est l’ancrage prosaïque du texte – par son appartenance aux « poèmes de circonstances » et son esthétique instantanée - dans la banalité quotidienne qui définit son « élasticité », jamais théorisée par Cendrars. Les poèmes sont élastiques par l'étirement formel du texte à travers l'usage du vers libre, mais également référentiel par le recours à l'allotopie. L'expérience du poème élastique trouve sa véritable dimension dans le travail sur la langue par un poète que l’univers  « déborde ». De ce point de vue, « Dernière heure », « Mee too buggi » et  « Titres » semblent avoir mené dans le recueil l’élasticité à son point maximum. Ces poèmes qui cherchent à se laisser déborder par une écriture qui ne se donne plus la communication comme but, obligent en effet à réévaluer les concepts traditionnellement reçus de littérature, d’auteur, et de lecteur et nous invitent à reconsidérer les notions de sujets poétiques, de création et d’originalité. 

### La pratique du collage
Les années 1913-1914 marquent un tournant, dans la production poétique, lié à l’invention du collage et au simultanéisme  qui aspire à présenter le réel dans son immédiateté. Cette convergence avec le collage en peinture ne concerne pas uniquement les papiers collés cubistes, mais s’étend à toutes les pratiques de collage naissantes à l’époque (chez les futuristes par exemple). Le recours au collage comme technique littéraire, par l’expérimentation du cubisme synthétique, est un moyen utilisé pour exprimer la simultanéité dans la langue et pour rompre avec la linéarité du texte. Comme l'artiste colleur, le poète se met à travailler avec des matériaux extérieurs qu’il prélève directement du réel. Ainsi, au sein des Dix-neuf Poèmes élastiques, on retrouve la production de gros titres et articles de journaux (« Dernière heure »), de prospectus, d’étiquettes (dans « Atelier », Cendrars retranscrit telle quelle l’étiquette d’une bouteille de sauce tomate : « Nous garantissons la pureté absolue de notre sauce Tomate »). Les poèmes s’ouvrent au commun, au non-poétique et l’écriture cède la place au moins partiellement à la « désécriture ». Comme le souligne Marie-Paul Berranger : « Le spectacle de la grande ville, de ses pancartes et affiches, porte en soi une poétique de la juxtaposition d’éléments disparates, du choc de la rencontre. ». Le collage induit alors non seulement un nouveau lyrisme qui joue sur la multiplicité des sensations, dans le rapport au monde modernisé, mais aussi une nouvelle approche de la matérialité de la langue et de la plasticité du livre.   
De l’écriture citationnelle au plagiat ?
Les poèmes élastiques chez Cendras radicalisent et généralisent la technique de la citation et du montage « télégraphique ». Ils (« Dernière heure » et « Mee too buggi » notamment) présentent la particularité commune de jouer sur un mode de production par greffages. Cendrars élabore une esthétique assez proche du collage discursif qui se rapporte au simultanéisme et à la notion d'élasticité, par montage de citations ou d’allusions, ou par réécriture de fragments empruntés à des événements extra-linguistiques qui ont fait l’objet d’une réalisation écrite, « littéraires » ou non, comme des étiquettes de produit alimentaire, des articles de journaux ou des récits de voyage (« greffage hétérotextuel »). C'est le cas dans « Dernière heure » et « Mee too buggi », issus respectivement du recopiage d’un article de journal de Paris Midi et de la traduction et contraction d’un livre anglais Histoire des Naturels des îles Tongas ou des Amis par John Martin, datant de 1817. Dans « Fantômas », Cendrars cite une partie du roman populaire éponyme afin d’attaquer Barzun, en pleine polémique sur le simultanéisme et ainsi interpelle explicitement, par les guillemets, les lecteurs des Soirées de Paris, revue d’Apollinaire dans laquelle « Fantômas » a été publié en juin 1914. Cendrars renouvelle cette esthétique de la citation généralisée pour composer « Mee too buggi ». La citation n’étant pas explicitée, l’esthétique de ce poème se situe à la limite du plagiat considéré par Ducasse comme un principe poétique à part entière, employé comme tel par de nombreux poètes depuis le début du XXe siècle.  Aussi, « Titres », se construit sur de multiples allusions à Rimbaud, Apollinaire, voire une auto-citation de ses textes anciens (« greffage homotextuel » et « lecture sui-référencielle ») . « Journal » souligne en effet l’étroitesse des rapports unissant le premier poème élastique aux deux premiers recueils - Les Pâques et Prose du Transsibérien - publiés par Cendrars.

## Réception
Avant même la publication des poèmes élastiques, l’œuvre de Cendrars ne fait pas l’unanimité : « A l’exception de deux ou trois d’entre eux, ils ont été publiés par des revues étrangères, le Mercure de France, Vers et Prose, Les Soirées de Paris et Poème et Drame, c’est-à-dire les poètes déjà classés et la soi-disant avant-garde refusaient ma collaboration. C’est qu’à ce moment-là, il ne faisait pas bon, en France, d’être un jeune authentique parmi les “jeunes”. »
Après la publication du recueil, on loue ou blâme Cendrars d’avoir mis le genre si décrié des poèmes de circonstance au service d’une élasticité reconnue comme incontestable. Les jugements évoquent fréquemment le cubisme, le dilemme du vrai et du faux poète, la mise en doute de la nature poétique de ces textes. De nombreuses appréciations stylistiques sont faites, notamment autour de l’aspect fragmentaire d’une écriture qui cherche à étourdir, à questionner la tradition. Cendrars est à de multiples reprises comparé à Apollinaire qui est mort à la parution du volume. 

## Publications
- La plupart des poèmes contenus dans le recueil ont été publiés antérieurement dans différentes revues.

| Titre            | Date de la pré-publication | Revue                      | Datation recueil |
| ---------------- | -------------------------- | -------------------------- | ---------------- |
| "Tour"           | novembre 1913              | Der Sturm                  | août 1913        |
| "Contrastes"     | janvier 1914               | Der Sturm                  | octobre 1913     |
| "Portrait"       | février 1914               | Der Sturm                  | octobre 1913     |
| "Ma danse"       | janvier-février 1914       | Montjoie !                 | février 1914     |
| "Journal"        | avril 1914                 | Soirées de Paris           | août 1913        |
| "Hamac"          | avril-juin 1914            | Montjoie !                 | décembre 1913    |
| "Mardi-gras"     | id.                        | Montjoie !                 | février 1914     |
| "Fantômas"       | juin 1914                  | Soirées de Paris           | mars 1914        |
| "Aux 5 coins"    | juillet-août 1914          | Soirées de Paris           | février 1914     |
| "Titres"         | id.                        | Soirées de Paris           | juillet 1914     |
| "Mee too buggi"  | id.                        | Soirées de Paris           | juillet 1914     |
| "Crépitements"   | mai 1916                   | Cabaret Voltaire           | septembre 1913   |
| "Sur la robe"    | id.                        | Catalogue (Sonia Delaunay) | février 1914     |
| "Bombay-Express" | octobre 1916               | Catalogue (André Derain)   | avril 1914       |
| "F.I.A.T."       | février 1917               | Avanscoperta               | avril 1914       |
| "Tête"           | août 1918                  | De Stijl                   | juillet 1914     |

- L’édition originale des Dix-neuf Poèmes élastiques a été publiée dans « La Collection de Littérature », c’est-à-dire une série d’ouvrages parallèles à la revue Littérature d’Aragon, Breton et Soupault.
- L'édition originale du recueil Dix-neuf Poèmes élastiques est parue en 1919, Au Sans Pareil avec en frontispice un portrait de Cendrars par Modigliani (un des exemplaires au format in-8° écu numérotés sur vélin d'Alfa).
- Poésies complètes. Préface de Jacques-Henry Lévesque. Paris, Denoël, 1944.
- Nouvelle édition revue et corrigée. Paris, Denoël, 1947.
- Du monde entier au cœur du monde. Poésies complètes. Denoël, 1957.

- Édition critique par Jean-Pierre Goldenstein. Paris, Méridiens-Klincksieck, 1986.
- Poésies complètes avec 41 poèmes inédits, Éditions Denoël, 2001

## Adaptations et postérité
C’est dans un des Dix-neuf Poèmes élastiques, « Aux 5 coins», qu'Odilon-Jean Périer a trouvé quelques-unes des expressions qui deviendront dans son œuvre des formules- clefs.
Aragon, Breton, Eluard, Tzara, Soupault ont dix ans de moins que Cendrars : certains lui dédient des poèmes ou bien usent d’une écriture directement issue de la sienne.